# Watersnoodwedstrijd

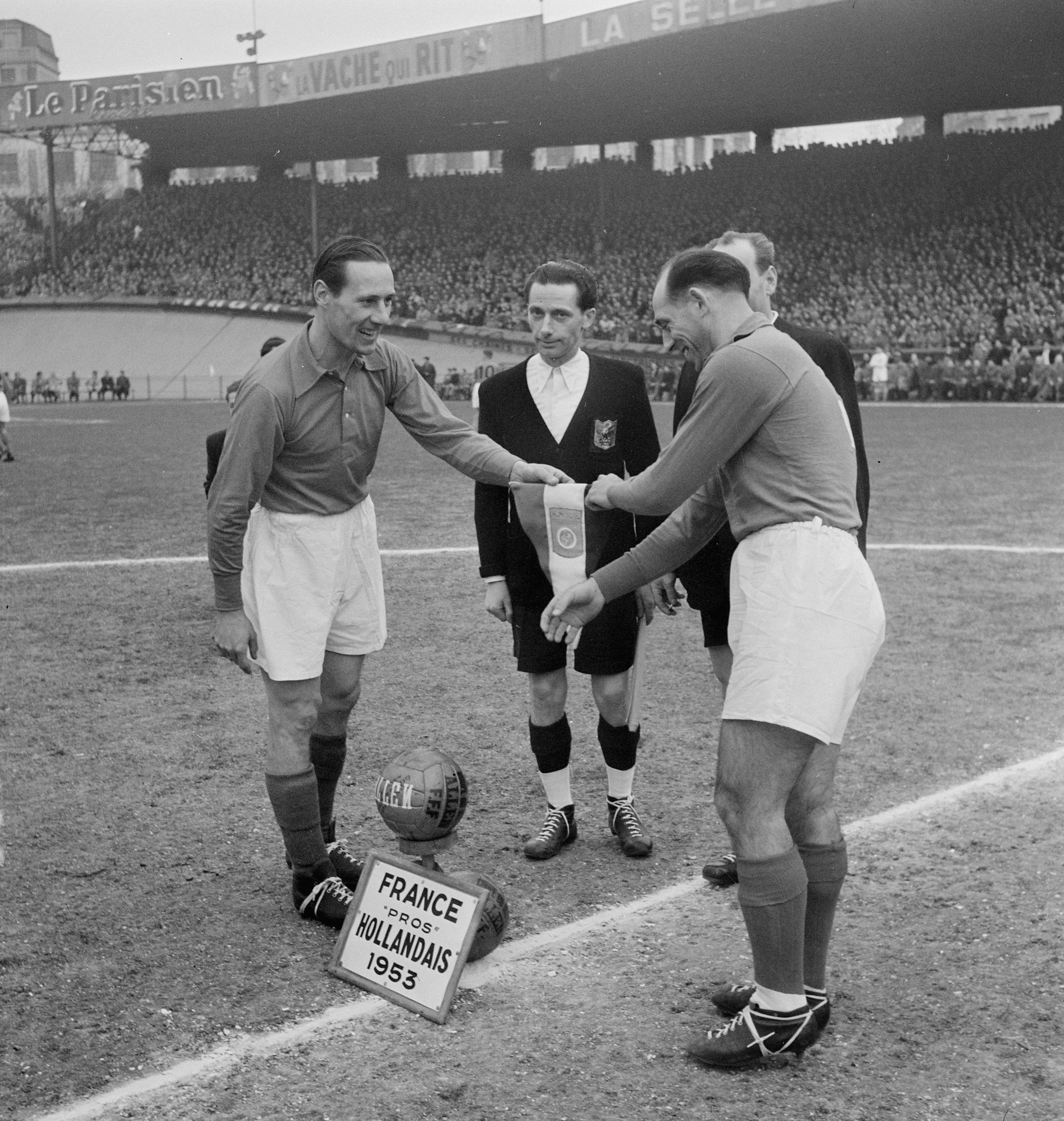
Münzwurf (12. März 1953) -
Bram Appel und Roger Marche

Unter dem Namen Watersnoodwedstrijd (niederländisch – „Flutopferspiel“; wörtlich: watersnood = „Wassernotfall“ / „Überschwemmungskatastrophe“, wedstrijd = „Wettstreit“) wurde ein Benefiz-Fußballspiel bekannt, dessen Erlös für die Opfer und Hinterbliebenen der Flutkatastrophe vom 1. Februar 1953 in den Niederlanden bestimmt war. Der Wettstreit wurde am 12. März 1953 in Paris zwischen Frankreich und den Niederlanden (1:2) ausgetragen. Die Partie gilt heute als ausschlaggebender Schritt hin zur Einführung des Profifußballs in den Niederlanden.

## Offizielles Benefiz-Länderspiel
Das erste von zwei Benefizspielen zugunsten der Flutopfer (in den Niederlanden auch als Rampenwedstrijden bezeichnet) fand schon am 7. März 1953 in Rotterdam statt. Hier führte der Koninklijke Nederlandse Voetbal Bond, der niederländische Fußballverband KNVB, ein offizielles Spiel zugunsten der Stichting Nationaal Rampenfonds („Stiftung Nationaler Katastrophenfonds“) durch. Die vom KNVB organisierte und noch immer nur mit Amateuren bestückte Nationalmannschaft traf dabei im 198. Länderspiel der niederländischen Geschichte auf Dänemark. In De Kuip verloren die Gastgeber vor 63.000 Zuschauern mit 1:2; Holger Seebach erzielte die zwei Tore für die Dänen, ehe Abe Lenstra den Anschlusstreffer markierte. 200.000 Gulden kamen für den Fonds zusammen.

## Benefizspiel in Paris

### Vorbereitung eines unvorhergesehenen Aufeinandertreffens
Fünf Tage nach dem offiziellen Spiel traf eine Auswahl von niederländischen Auslandsprofis auf die französische Nationalmannschaft um Raymond Kopa mit Roger Marche als Mannschaftskapitän. Die Initiative zu diesem Match hatte Theo Timmermans ergriffen, der in Nîmes spielte und zunächst versucht hatte, dort ein Benefizspiel gegen eine Auswahl von Spielern aus Südfrankreich zu organisieren. Doch es wurde noch mehr daraus, nachdem er den Vorschlag beim Französischen Fußballbund angebracht hatte: die FFF sagte ein Spiel in Paris gegen die Nationalmannschaft zu. Bram Appel von Stade Reims, der in der Champagne näher an Paris und näher an der niederländischen Heimat war, wurde daraufhin Timmermans’ Mitorganisator.
Aus ganz Frankreich und – mit Torhüter Frans de Munck vom 1. FC Köln – aus Deutschland reisten Profis an, um für die niederländische Auswahl anzutreten. Lediglich Faas Wilkes wurde von seinem italienischen Verein AC Turin nicht freigestellt. Als Trainer des zusammengewürfelten Teams, dessen Mitglieder nie zuvor gemeinsam in einer Mannschaft gespielt hatten, sprang der damalige Übungsleiter von Stade Français, Edmond Delfour, ein. Der KNVB hatte durchgesetzt, dass die Nationalhymne Het Wilhelmus nicht gespielt wurde und dass die Spieler nicht in Oranje-Hemden auflaufen durften; sie traten im Prinzenpark stattdessen in roten Shirts, weißen Hosen und blauen Strümpfen an, den Farben der niederländischen Flagge. Statt des Wilhelmus erklang die ehemalige Nationalhymne Wien Neêrlands Bloed. Auf der Anzeigetafel wurden die Teams als Pr. Holl. und France, auf dem offiziellen Mannschaftsfoto der Niederländer als France und "Pros" Hollandais bezeichnet.

Spielankündigung aus L’Équipe vom 12. März 1953

„Die Atmosphäre war einzigartig; mir liefen Schauer über den Rücken,“ erinnerte sich Cor van der Hart später. Die Mannschaft der Niederländer war eine kuriose Mischung – einige der Spieler kannten einander nicht einmal persönlich und es gab neben de Munck nur Mittelfeld- und Angriffsspieler, so dass die beiden Verteidiger Vreeken und de Vroet erstmals auf diesen Positionen aufliefen.

### Spielverlauf
Vor 5.000 bis 10.000 angereisten Oranje-Fans und mehr als 30.000 französischen Anhängern begannen die niederländischen Profis, die nur zwei Tage in einem Pariser Hotel Zeit gehabt hatten, sich näher kennenzulernen, verhalten, jedoch ohne Nervosität, erinnerte sich Timmermans später: 

„Wir wollten gegen die Franzosen natürlich schon sehr gern gewinnen, wir gingen nicht nur mal eben so aufs Spielfeld. Aber es ging nicht ums Prestige. Wir wollten einfach schön Fußball spielen.“

 Die Elf versuchte, zueinander zu finden; die beiden Außenläufer waren angehalten, mit zu verteidigen, die Halbstürmer Rijvers und Timmermans spielten zurückgezogen im Mittelfeld. „Ihre konzentrierte Verteidigung, ihre verhaltenen Aktionen und ihre scheinbare Ängstlichkeit wirkten wie Narkotika auf unsere Repräsentanten“, schrieb L’Équipe am folgenden Tag über die Elftal. So erzielten – nach ersten Chancen der Franzosen durch Kopa – die Niederländer in der elften Spielminute den ersten Treffer des Spiels. Van Geens Tor wurde jedoch wegen einer Abseitsposition des Mittelstürmers vom Luxemburger Schiedsrichter Elschen aberkannt. In der 34. Minute erhielt Saunier einen Pass von Kopa, umspielte van der Hart, umdribbelte de Munck und brachte den Ball im niederländischen Tor unter – ebenfalls aus abseitsverdächtiger Position. Doch Schiedsrichter Elschen erkannte diesmal den Treffer und damit die Führung für die Bleus an. Eine weitere Chance Kopas nur Minuten später vereitelte de Munck, der nach Meinung Timmermans’ „nach diesem kein besseres Spiel mehr gespielt haben kann“ so dass es mit dem knappen Vorsprung der Équipe tricolore in die Pause ging.
In der zweiten Halbzeit wurde „auf Anweisung von Appel die Sturmflagge gehisst“. Sie nahmen den „blassen, ängstlichen und verunsicherten“ Franzosen die Kontrolle des Spiels aus der Hand. Dank der Vorstöße und des taktischen Überblicks eines herausragenden Bertus de Harder, der nun von der linken Flanke immer wieder in die Mitte wechselte, kamen die niederländischen Profis zu ihren Chancen und glichen in der 58. Minute aus. Kees Rijvers bereitete den Treffer mit einem Torschuss vor; Ruminski konnte den Ball nicht kontrollieren und de Harder verwandelte. Die Niederländer hatten weitere Chancen und kamen folgerichtig in der 81. Minute durch Bram Appel zu ihrem zweiten Tor. Der von Gaulon gefoulte de Kubber schoss den fälligen Freistoß vor auf Timmermans, dessen Verlängerung landete bei Appel, der aus kurzer Entfernung das 2:1 und damit den Siegtreffer erzielte. L’Équipe erklärte die Niederlage der Bleus am folgenden Tag mit den Worten

„Die Franzosen streichelten den Ball. Die Holländer spielten ihn.“

### Reaktionen nach dem Match
Fast war es nach dem Schlusspfiff zur Nebensache geworden, dass noch einmal 110.000 Gulden für die Flutopfer zusammengekommen waren; die einhellige Reaktion der niederländischen Zeitungen bestand in wahren Lobeshymnen: „Welch ein Tempo, welch eine Technik, welch eine Körperbeherrschung und vor allem, welch ein Kampfeswillen“. Wie lange würde der niederländischen Öffentlichkeit dieses wunderbare Spiel ihrer Profis noch vorenthalten? Auf der Pressetribüne saß auch Abe Lenstra, der fünf Tage zuvor für den KNVB gespielt hatte. Auf Einladung der Zeitschrift Sport en Sportwereld sollte er einen Artikel über das Spiel schreiben. Sein Bericht schwärmte von den niederländischen Profis, die sich nicht nur seiner Meinung nach seit ihrem Weggang aus den Niederlanden technisch, taktisch und konditionell enorm verbessert hätten. Cor van der Hart äußerte gegenüber der französischen Zeitung L’Équipe unmittelbar nach dem Spiel:

„Wir haben die französische Nationalmannschaft besiegt; das ist fantastisch. Aber wir haben auch bewiesen, wozu wir als Berufsfußballer in der Lage sind. Wird unser Amateurverband die Bedeutung dieses großartigen Erfolges begreifen?“

Nach Aussage Kees Rijvers’ wollten die Franzosen ein Revanchematch, möglichst in einem vollen De Kuip in Rotterdam, so dass noch mehr Geld für die Flutopfer eingehe. „Der KNVB sagte nein, keine Profis auf unserem Boden.“

## Bedeutung für den niederländischen Fußball
Der KNVB, der auch den Ligenbetrieb in den Niederlanden verantwortete, hielt Anfang 1953 im Sinne seines im Januar des Jahres zurückgetretenen Vorsitzenden Karel Lotsy weiter an einem reinen Amateur-Fußball fest, auch wenn bereits seit Jahren kleinere Abgeltungen in Naturalien oder durch Zahlungen „unter der Hand“ an der Tagesordnung waren. Während überall in Europa Profiligen entstanden, verharrte Lotsy im „edlen und wahren Geiste“ des Amateursports. Spieler, die im Ausland einen Profivertrag unterschrieben, galten als „dreckige Profis“, „Geldwölfe“ oder „Vaterlandsverräter“. Sie wurden für jegliche Spiele des KNVB gesperrt und so natürlich auch aus der Nationalmannschaft verbannt – eine Praxis, die auch in der einheimischen Presse durchaus kritisch gesehen wurde: 

„Wenn die Pariser Oper einem musikalisch begabten jungen Holländer einen Vertrag als Violinist anbietet, betrachten wir das als eine Ehre. Bei Fußballspielern sieht das ganz anders aus … Die holländischen Profis in Frankreich werden als minderwertige Wesen angesehen, weil sie ihr Brot mit Fußball verdienen …, obwohl sie doch durch die Ausübung ihrer Fähigkeiten wahrhaftig Talent nachweisen.“

Während vor dem Krieg bereits Gerrit Keizer und Beb Bakhuys außerhalb der Niederlande tätig wurden, folgten direkt nach dem Krieg Gerrit Vreeken (1946) und Faas Wilkes (1949). Waren bei diesen Pionieren noch verschiedene Gründe verantwortlich – Bakhuys beispielsweise wurde das Spielen in den Niederlanden verboten, weil sein Verein ihm einen Tabakwarenladen eingerichtet hatte; Vreeken flüchtete, weil man ihm, wohl zu Unrecht, vorwarf, Mitglied der NSB gewesen zu sein –, waren Anfang der 1950er dann einige mehr dem Lockruf des bezahlten Fußballs gefolgt, vornehmlich nach Frankreich. Aber auch in Deutschland spielte mittlerweile der eine oder andere ehemalige oder künftige niederländische Nationalspieler, so Torhüter Frans de Munck und Bart Carlier beim 1. FC Köln. Entsprechend verlor die Oranje Elftal ihre größten Talente; von den bedeutendsten Spielern der Zeit hielten nur wenige, wie der Friese Abe Lenstra, dem Amateurfußball die Stange. Entsprechend auch fielen die Ergebnisse der Nationalmannschaft in dieser Zeit aus: Von 28 Länderspielen zwischen November 1949 und Oktober 1954 gewann das Team nur drei, dreimal gab es ein Unentschieden und in 22 Spielen hatten die Gegner das bessere Ende für sich – wie ja auch das Benefizspiel gegen die Dänen verloren ging.
Nachdem bekannt geworden war, dass die Auslandsprofis ihr eigenes Benefizspiel durchführen wollten, kam vom KNVB zunächst die Reaktion, dieses Match zu „verbieten“ und ihm jeglichen auch noch so geringen Anstrich von Offizialität zu verweigern. Appel und Timmermans kontaktierten Lo Brunt, Schatzmeister des KNVB und dessen einziges Vorstandsmitglied, das die Amateurstatuten aufheben wollte, bei dem sie ein offenes Ohr fanden. Brunt schlug vor, Prinz Bernhard auf ihre Seite zu holen, der kurz zuvor auch den Vorsitz des Katastrophenhilfefonds übernommen hatte. Timmermans telegraphierte an den Prinzgemahl, und nach dessen Intervention gab der KNVB den Widerstand auf. Die Partie bekam so zwar keinen offiziellen Status, verlor aber zumindest den Ruch des Verbotenen.
Direkt nach dem Spiel gab KNVB-Vorstandsmitglied Lo Brunt gegenüber den Profispielern zu, dass der Berufsfußball nun auch in den Niederlanden nicht mehr aufzuhalten sei. Nach den begeisterten Reaktionen von Presse und Öffentlichkeit konnte sich der KNVB nicht mehr lange gegen dessen Einführung sperren. Innerhalb des folgenden Jahres gründete der Limburger Unternehmer Gied Joosten, der in Paris einer der niederländischen Zuschauer gewesen war, in Geleen mit Fortuna’54 den ersten Profiverein und den Nederlandse Beroeps Voetbalbond („Niederländischer Berufsfußballbund“). Im NBVB waren zehn neue Berufsfußballvereine organisiert; die meisten der im Ausland spielenden Profis kehrten nun in die Niederlande zurück und schlossen sich einem dieser Vereine an. Im ersten Profifußballspiel in den Niederlanden standen sich in Alkmaar am 14. August 1954 Alkmaar’54 und der Sportclub Venlo in der Profiliga des NBVB gegenüber; vor 13.000 Zuschauern erzielte Klaas Smit das erste Tor. Die Spiele der Berufsliga zogen nun viel mehr Zuschauer an als die der KNVB-Amateurligen, und nach nur elf Spieltagen hatten sich NBVB und KNVB auf eine Fusion verständigt. Die Saisons der beiden höchsten Ligen wurden abgebrochen und ein gemeinsamer Wettbewerb, die Kampioenscompetitie, gestartet; die meisten der neuen NBVB-Proficlubs fusionierten in der Folge mit etablierten KNVB-Mitgliedern. Aus der Landkampioenschap, der nationalen Meisterschaftsrunde, wurde 1956 die Eredivisie, die erste niederländische Profiliga.
Schon am 13. März 1955, fast auf den Tag zwei Jahre nach dem Watersnoodwedstrijd, war zuvor das erste Länderspiel mit Profis im Oranjehemd durchgeführt worden. Nach anfänglichen Integrationsschwierigkeiten – das Match gegen Dänemark endete 1:1 – fand die Auswahlkommission des KNVB eine gelungene Mischung aus Alt- und Neuprofis, deren größter Erfolg erneut fast genau ein Jahr später, am 14. März 1956, ein 2:1-Sieg beim Weltmeister Deutschland im Rheinstadion war.
Fünfzig Jahre nach der Flutkatastrophe gab es für den NOS-Hörfunk ein Gespräch zwischen vier Veteranen des Watersnoodwedstrijd – Schaap und van der Hart in Hilversum, Vreeken und Rijvers aus Frankreich zugeschaltet –, an dem auch Herman Kuiphof teilnahm, der 1953 Sportredakteur des Haagse Courant war. In diesem äußert sich van der Hart darüber, wie wichtig das Spiel war:

„Ich werde noch heute, mit 75 Jahren, auf der Straße erkannt und auf den Watersnoodwedstrijd angesprochen. Da weiß man dann, dass er ziemlich bedeutend gewesen ist.“

Kuiphof zog ein halbes Jahrhundert nach dem Match in Paris das Fazit:

„Deze wedstrijd is niet in één woord samen te vatten”, besluit Kuiphof. “Het was een glorieuze ontmoeting en een groot succes voor de Nederlandse profs. Daar moeten we hen erkentelijk voor zijn.“

„Dieses Spiel ist nicht in einem Wort zusammenzufassen. Es war ein großartiges Treffen und ein großer Erfolg für die niederländischen Profis. Dafür müssen wir ihnen dankbar sein.“

Am 31. März 2004 wurde an dieses „Spiel des Jahrhunderts“ mit einem Freundschaftsspiel zwischen den Niederlanden und Frankreich erinnert, das diesmal in Rotterdam torlos endete. Von den 15 in diesem Match eingesetzten niederländischen Spielern verdienten zehn ihr Geld zu diesem Zeitpunkt im Ausland.
Kees Rijvers war der letzte Überlebende, der am „Watersnoodwedstrijd“ teilgenommen hatte.